# ジャソン・トマネ
ジャソン・トマネ（Jason Tomane、1995年3月4日 - ）は、スーペルリーガ、CSMシュティインツァ・バヤ・マーレに所属するラグビーユニオン選手。

## プロフィール
- オーストラリア・ブリスベン出身[1]。
- ポジションはウィング(WTB)、センター(CTB)。
- 身長 187cm、体重 107kg
- 兄のジョーもラグビー選手。
- ルーマニア代表キャップは23（2024年12月現在）でラグビーワールドカップ2023のルーマニア代表に選ばれた[2]。

## 略歴
CSMブカレスト、ルーマニアン・ウルブズを経て、2019年、CSMシュティインツァ・バヤ・マーレに加入。